# Muconda
Muconda è una municipalità dell'Angola appartenente alla provincia di Lunda Sud. Ha 147.800 abitanti (stima del 2006).
Il capoluogo è Muconda.